# کریسمس

کریسمَس (به انگلیسی: Christmas) یا نوئل (فرانسوی: Noël، میلاد) جشنی است در دین مسیحیت که به منظور گرامیداشت زادروز عیسی مسیح برگزار می‌شود. بسیاری از اعضای کلیسای کاتولیک روم و پیروان آیین پروتستان، کریسمس را در روز ۲۵ دسامبر جشن گرفته و بسیاری آن را در شامگاه ۲۴ دسامبر نیز برگزار می‌کنند. اعضای بیشتر کلیساهای ارتودوکس در سراسر دنیا نیز روز ۲۵ دسامبر را به عنوان میلاد مسیح جشن می‌گیرند. برخی از مسیحیان ارتودوکس در روسیه، اوکراین، سرزمین مقدس و دیگر مکان‌ها، به سبب پیروی از گاهشماری یولیانی، جشن کریسمس را در روز هفت ژانویه برپا می‌کنند. کلیسای حواری ارمنی طبق سنت منحصر به فردی، روز میلاد و همچنین روز غسل تعمید مسیح را هم‌زمان در روز ششم ژانویه جشن می‌گیرند.
ایام ۱۲ روزه کریسمس با سالروز میلاد مسیح در ۲۵ دسامبر آغاز شده و تا جشن خاج‌شویان در روز ۶ ژانویه ادامه می‌یابد. هرچند مهم‌ترین عید مذهبی در گاه‌شمار مسیحی، روز عید پاک (به عنوان روز مصلوب شدن و رستاخیز عیسی) است، بسیاری از کشورها به‌خصوص کشورهای ایالات متحده و کانادا، کریسمس را مهم‌ترین رویداد سالانه مسیحی به حساب می‌آورند. با وجودی که این روز یک عید مذهبی شناخته می‌شود از اوایل سده بیستم میلادی به بعد به‌طور گسترده به عنوان یک جشن غیر مذهبی برگزار شده و برای بیشتر مردم این ایام فرصتی است برای دور هم جمع شدن اقوام و دوستان و هدیه دادن به هم. کریسمس با آیین‌های ویژه‌ای به‌طور مثال آراستن یک درخت کاج، برگزار شده و شخصیتی به نام نوئل در آن نقشی مهم دارد.

## ریشه لغوی
واژه کریسمس (به انگلیسی: Christmas)، به معنای «مراسم عشای ربانی (مَس) در روز مسیح» در حدود سال ۱۰۵۰ میلادی به صورت واژه Christes maesse به معنی «جشن مسیح»، وارد زبان انگلیسی قدیم شد و محققان معتقدند، گونه کوتاه‌تر آن یعنی Xmas شاید برای نخستین بار در قرن سیزدهم به کار رفته باشد. واژه قدیمیتر «یول» (Yule) احتمالاً از واژه آلمانی jōl یا انگلوساکسونی geōl که به جشن انقلاب زمستانی اشاره دارد، مشتق شده‌است. واژه‌های متناظر در دیگر زبان‌ها چون، نَویداد (Navidad) در اسپانیایی، ناتاله (Natale) در ایتالیایی و نوئل (Noël) در فرانسوی، همگی معنای «میلاد» را تداعی می‌کنند و واژه آلمانی «وایناختِن» (Weihnachten)، به معنی «شب تقدیس‌شده» است.

## ریشه تاریخی

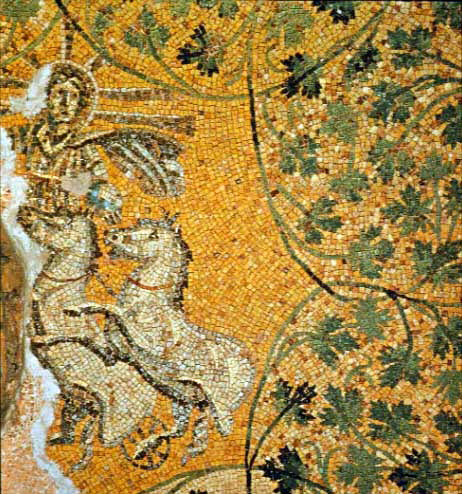
مسیح در این موزاییک متعلق به قرن سوم میلادی، به شکل «سول اینویکتوس» یا خورشید شکست ناپذیر، خدای رومی به تصویر کشیده شده‌است.

آنچه پیرامون میلاد عیسی مسیح از مَتّی و لوقا نقل شده در انجیل برجسته‌تر است، نوشته‌های نخستین پیرامون مسیحیت چندین روز را برای تولد مسیح ذکر کرده‌اند. نخستین جشن ثبت شده برای کریسمس در رم در سال ۳۳۶ صورت گرفت.در رویکرد جنجالی مسیحیت آریانیسم در سده چهارم، کریسمس نقش مهمی دارد. در آغاز قرون وسطی، خاج‌شویان بر کریسمس سایه انداخت. این جشن با تاجگذاری کارل بزرگ در روز کریسمس در حدود سال ۸۰۰ کاملاً فراگیر شد. اما از آنجاکه مراسم با می‌خواری فراوان و دیگر رفتارهای ناشایست همراه شد، پارسایان در سده ۱۷ام میلادی کریسمس را ممنوع اعلام کردند. این جشن در سال ۱۶۶۰ به عنوان یک تعطیلی رسمی باقی ماند اما با چشم بد و مایه بی آبرویی به آن نگاه شد. در آغاز سدهٔ ۱۹ میلادی، با پیدایش جنبش آکسفرد در کلیسای انگلیس، کریسمس دوباره رونق گرفت. چارلز دیکنز و دیگر نویسندگان با تأکید بر اینکه کریسمس یک جشن خانوادگی، مذهبی و وسیله‌ای برای دادن هدیه است جلوه اجتماعی تازه‌ای به آن بخشیدند و باعث فراموشی گذشتهٔ آن شدند.

### انتخاب ۲۵ دسامبر
در سدهٔ سوم میلادی، زادروز مسیح هم بسیار مورد توجه و هم بسیار مورد اختلاف بود. نزدیک به سال ۲۰۰ پس از میلاد، کلمنت اسکندریه چنین نوشت:
کسانی هستند که نه تنها سال میلاد سرورمان بلکه روز میلاد او را نیز تعیین کرده‌اند و می‌گویند آن در بیست‌وهشتمین روز آگوست و در بیست‌وپنجمین روز بشنس (ماه مصری برابر با ۲۰ می) رخ داده‌است… دیگران می‌گویند که او در ۲۴ و ۲۵ برموده (برابر با ۲۰ و ۲۱ آوریل) به دنیا آمده‌است.
در دیگر نوشته‌هایی که به آن دوران بازمی‌گردد، ۲۰ می، ۱۸ و ۱۹ آوریل، ۲۵ مارس، ۲ ژانویه، ۱۷ نوامبر و ۲۰ نوامبر پیشنهاد شده‌است. عوامل گوناگونی در برگزیدن ۲۵ دسامبر برای روز میلاد مؤثر است: نخست آنکه این روز در گاهشمار رومی، روز انقلاب زمستانی بود؛ دوم آنکه ۹ ماه پس از ۲۵ مارس بود. ۲۵ مارس روزی است که به اعتدال بهاری و تاریخ تشکیل نطفهٔ عیسی مسیح مربوط است.
در آیین‌های دیگر نیز روز ۲۵ دسامبر گرامی داشته می‌شد. برای مثال تولد میترا خدای خورشید در آیین میتراییسم و خدای حوروس و ایزیس نیز در روز ۲۵ دسامبر می‌باشد.

#### اعتدال بهاری
بر پایهٔ ادعای آگوستین، عیسی مسیح به دلایل سمبلیک تصمیم گرفت که در کوتاه‌ترین روز سال به دنیا بیاید که برابر می‌شود با انقلاب زمستانی در گاهشماری رومی یا همان ۲۵ دسامبر.
بنابراین او در روزی به دنیا آمد که در محاسبات زمینی ما کوتاه‌ترین است و روزهای پس از آن رو به بلندی؛ بنابراین کسی که خم شد و ما را بالا برد، کوتاه‌ترین روز را انتخاب کرد، که پس از آن روشنایی رو به افزایش است.
در بخش‌های مختلفی از انجیل، عیسی به خورشید ربط داده شده‌است. بر پایهٔ یک پیشگویی که از ملاکی نقل شده‌است، عیسی به عنوان «خورشید عدالت» دانسته می‌شود: «تا آنکه تو، خورشید عدالت بالا بیایی و درمان در میان بال‌های او است.» یوحنا، عیسی را به «روشنایی جهان» تشبیه کرده‌است.
چنین نمادگرایی خورشیدی برای عیسی مسیح باعث می‌شود تا بیش از یک روز برای تولد او محتمل باشد. پژوهشی به نام De Pascha Computus که چندان شناخته شده نیست (نویسنده اش شناخته شده نیست) این نظر را می‌پروراند که آغاز پیدایش در اعتدال بهاری برابر با ۲۵ مارس بوده و لقاح یا تولد (عبارت nascor هر دو معنی را می‌دهد) عیسی مسیح در ۲۸ مارس، روز پیدایش خورشید به روایت آفرینش است. یکی از ترجمه‌ها چنین می‌گوید: «نظر مقام عالی و الهی پروردگار بر آن شد که در آن روز، درست همان روز که خورشید پدید می‌آید، ۲۸ مارس، در روز چهارشنبه، عیسی متولد شود.»
در سدهٔ ۱۷ میلادی، آیزاک نیوتن بحث می‌کند که روز تولد مسیح تنها به این دلیل انتخاب شده که با تحولات خورشیدی هماهنگ باشد.

#### فرضیات دینی و محاسبات
فرض محاسبات کریسمس به یک روز مقدس که پیش از آن است مربوط است، این روز که بر ۲۵ مارس منطبق است روز حلول مسیح است. به عبارت دیگر پس از حلول مسیح، ۹ ماه محاسبه شده و بعد روز کریسمس در نظر گرفته شده‌است. این نوع محاسبات از سوی نویسندهٔ فرانسوی Louis Duchesne در سال ۱۸۸۹ پیشنهاد شده‌است.
امروزه روز ۲۵ مارس با نام روز بشارت مسیح یا مژده به بانوی ما شناخته شده‌است. این روز در سدهٔ ۱۷ ام میلادی مقدس اعلام شد و ۹ ماه پیش از کریسمس است همچنین این روز با روز اعتدالین هم منطبق است اما به قضیهٔ حلول مسیح مرتبط نیست، چون در آن زمان به فراموشی سپرده شده بود.
مسیحیان نخستین، زادروز مسیح را در ۱۴ نیسان (پسح) جشن می‌گرفتند. از آن جایی که پسح در ۱۴ ام ماه بود به آن چهاردهمی یا Quartodecimal می‌گفتند. تمام رویدادهای مربوط به مسیح حتی مصائب مسیح در این روز بزرگداشت می‌شود. گفته می‌شود که احتمالاً این تاریخ‌ها مربوط به تقویم محلی کورینتوس است. ترتولیان (مرگ در سال ۲۲۰ میلادی) که در بخش لاتین شمال آفریقا زندگی می‌کرد گفته‌است که بزرگداشت مصائب مسیح در ۲۵ مارس صورت می‌گرفته. در سال ۱۶۵ پاپ سوتر عید پاک را اختراع کرد از این رو بزرگداشت رستاخیز مسیح به یک یکشنبه از سال تغییر پیدا کرد و تاریخ مصائب مسیح به آدینه نیک منتقل شد. مطابق فرضیات، جشن چهاردهمی در برخی مناطق همچنان ادامه داشت با این تفاوت که دیگر این جشن را مرتبط با حلول مسیح می‌دانستند.
از دیدگاه علمی و دانشگاهی فرضیاتی که برای تولد مسیح ارائه می‌شود نامطمئن است. یک سنت قدیمی در میان یهودیان وجود داشت که افراد بزرگ تمام سال را عمر می‌کردند و وقتی می‌مردند خرده‌ای از سن شان وجود نداشت از این رو عیسی مسیح اگر در ۲۵ مارس به دنیا آمده باشد حتماً باید در ۲۵ مارس هم از دنیا رفته باشد، که در اینجا با ۱۴ نیسان برابری می‌کند.
کلیسا ۲۵ دسامبر را برگزید تا با جشن‌های رومیان باستان در بزرگداشت خدای خورشید، سول اینویکتوس، منطبق باشد. این جشن از سوی پادشاه، اورلیان در سال ۲۷۴ گذاشته شده بود.

#### مهرپرستی
عده‌ای اعتقاد دارند که با توجه به اینکه جشن کریسمس قبل از میلاد مسیح رایج بوده‌است، برخی نمادهای مهرپرستی در آن دیده می‌شود.

## تاریخ
جامعه مسیحیت اولیه، میان تاریخ واقعی میلاد عیسی مسیح و مراسم مذهبی بزرگداشت این واقعه، فرق می‌نهاد. در دو قرن نخست پیدایش آیین مسیحیت، بازشناسی تاریخ زادروز شهدای مسیحی و به پیروی از آن، عیسی، با مخالفتهای بسیاری در بین پیروان این آیین روبرو شد. عده بسیاری از پدران کلیسا، نظرات نیشدار و کنایه‌آمیزی در خصوص برپایی جشن تولد افراد در ادیان پاگانیسم (آیینهای رقیب مسیحیت یا چندخدایی) داشتند و در واقع از دید کلیسا، روزِ جانسپاری قدیسان و شهدا می‌بایست به عنوان روز واقعی به دنیا آمدن آنان، گرامی داشته می‌شد. منشأ دقیق انتخاب روز ۲۵ ماه دسامبر به عنوان میلاد عیسی مسیح در پرده‌ای از ابهام قرار دارد و تاریخدانان در مورد آنکه پیروان مسیح از چه زمانی شروع به برپاداشتن جشن میلاد او نمودند، به یقین نرسیده‌اند. گرچه در اناجیل چهارگانه در عهد جدید، تولد عیسی با جزئیات شرح داده شده‌است، ولی هیچ تاریخی در آن‌ها ذکر نشده‌است. روز۲۴ دسامبر، برای نخستین بار در سال ۲۲۱ پس از میلاد، در نوشته‌های سکستوس ژولیوس افریکانوس (اولین تاریخ‌نگار مسیحی) به عنوان روز میلاد مسیح، انعکاس یافته و بعدها به‌طور فراگیر در عالم مسیحیت پذیرفته شده‌است.
اما بیشتر محققان معتقدند که این روز به عنوان جایگزینی برای جشن «روز میلاد خورشید شکست ناپذیر» یا سول اینویکتوس (dies solis invicti nati) که به هنگام انقلاب زمستانی به عنوان نماد نوزایی خورشید، به دور افکندن زمستان و ندای تولد دوباره بهار و تابستان، در امپراتوری روم برگزار می‌شد، رایج گردید و در واقع کریسمس، صورت «مسیحی شده» این جشن بود. پیش از پذیرفتن آیین مسیحیت به عنوان دین رسمی روم در قرن چهارم میلادی، رومیان هر ساله در روز ۱۷ دسامبر در جشنی به نام ساتورنالیا به سیاره کیوان (ساتورن)، ایزد باستانی زراعت، احترام می‌نهادند. این جشن تا هفت روز ادامه میافت و انقلاب زمستانی را که طبق گاهشماری یولیانی باستان حدوداً در۴۲۵ دسامبر واقع می‌شد، شامل می‌گردید. هنگام عید ساتورنالیا، رومی‌ها اقدام به برپاداشتن جشن و سرور، به تعویق انداختن کسب و کار و منازعات، هدیه دادن به همدیگر و آزاد کردن موقتی برده‌ها می‌نمودند، چنان‌که برخی معتقدند که سنت هدیه دادن در کریسمس متأثر از ساتورنالیا است.

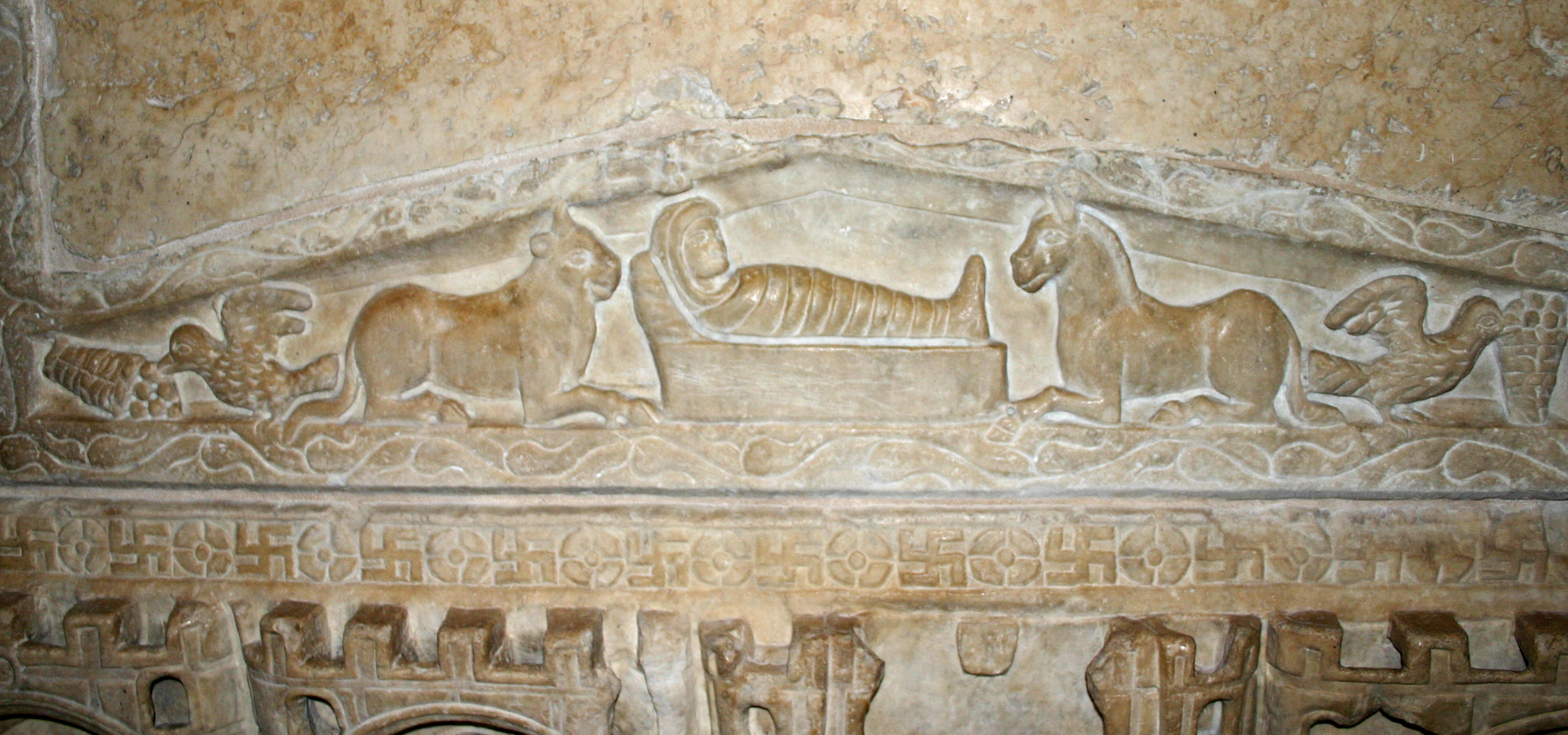
تصویر میلاد مسیح در تابوت سنگی استیلیکو سردار رومی متعلق به چهار قرن پس از میلاد. یکی از نخستین تصاویر میلاد عیسی.

همچنین آیین رازوَرزی میترائیسم، بر پایه پرستش ایزد باستان ایران زمین، میترا، در سرزمین‌های تحت فرمانروایی روم باستان اشاعه زیادی یافته بود و بسیاری از رومیان، رویداد بلندتر شدن روزها به دنبال انقلاب زمستانی را با شرکت کردن در مراسمی به منظور بزرگداشت زادروز میترا، در ۲۵ دسامبر جشن می‌گرفتند. این جشنها و سایر مناسک تا اول ژانویه ادامه میافت که رومیان این روز را نخستین روز ماه و سال جدید می‌دانستند. کلیسای کاتولیک روم روز ۲۵ دسامبر را به عنوان زادروز مسیح برگزید تا به مراسم پاگانی مرسوم آن زمان معنا و مفهوم مسیحی بخشد. برای نمونه، کلیسا جشن زادروز میترا خدای نور و روشنایی را با جشن بزرگداشت زادروز عیسی که عهد جدید او را نور و روشنی جهان می‌نامد، جایگزین نمود. کلیسای کاتولیک با این امید که پیروان آیین میترا را به آیین مسیحیت وارد کند، به آن‌ها اجازه داد تا به عنوان بزرگداشت زادروز مسیح به برگزاری جشن و سرور خود در تاریخ معین شده پیشین ادامه دهند.

## بابانوئل

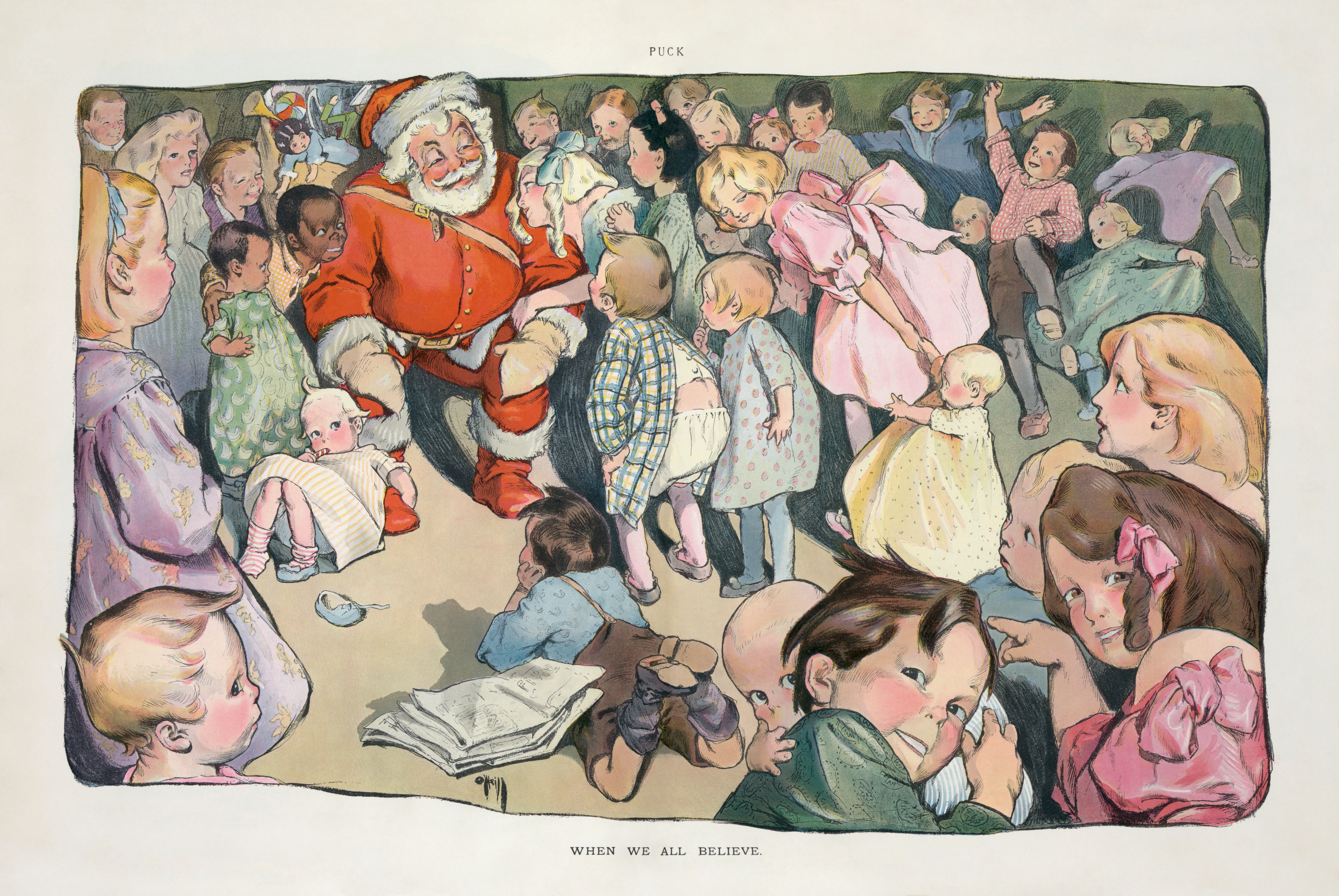
وقتی که همهٔ ما باور داشتیم، یک نقاشی چاپ رنگی برای نسخهٔ سال ۱۹۰۳ میلادی مجلهٔ پاک، اثر رز اونیل است. این نگاره گروهی از کودکان را نشان می‌دهد که دور بابا نوئل و کیسهٔ اسباب‌بازی‌هایش جمع شده و منتظر دریافت کادوهای کریسمس‌شان هستند.

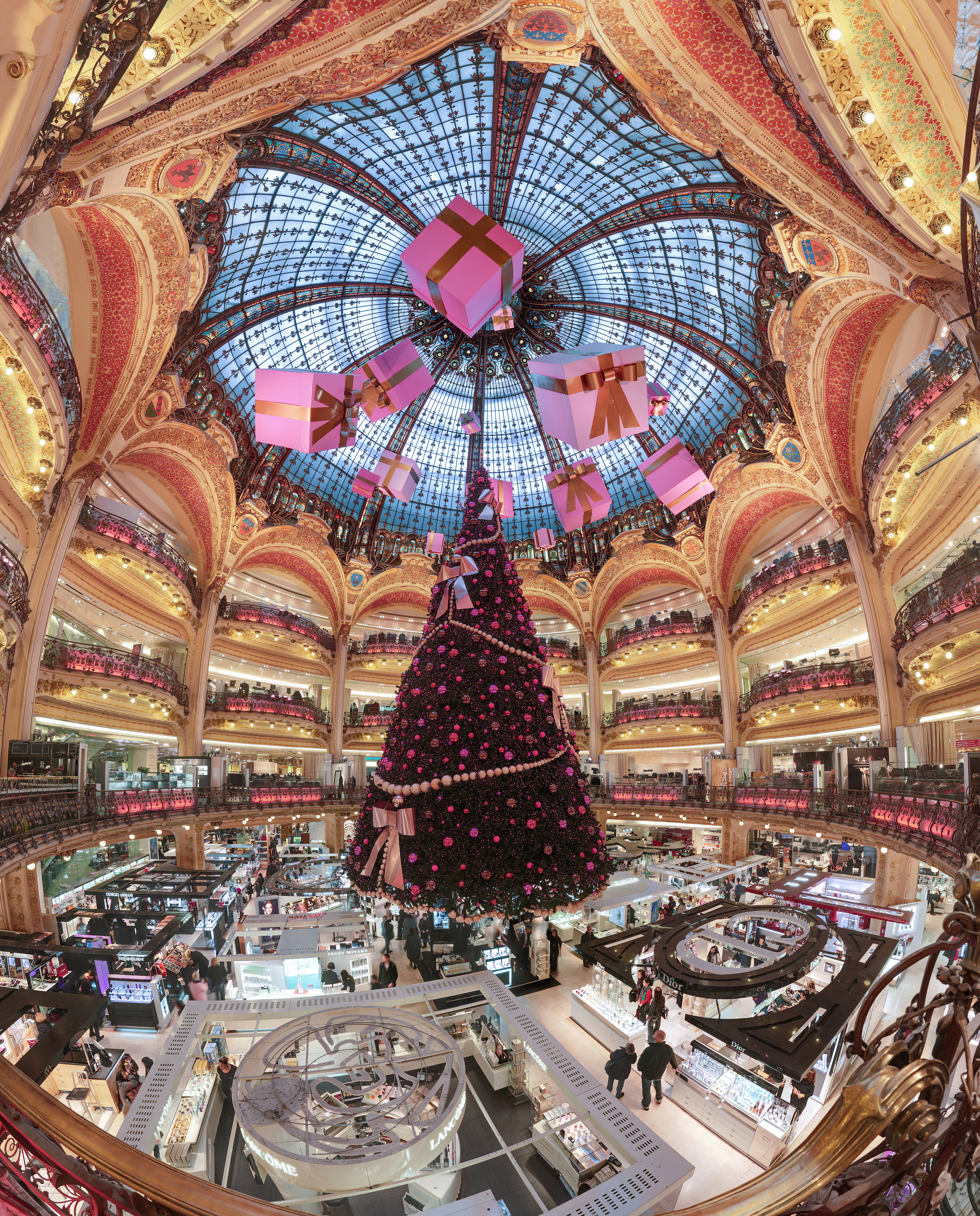
نمایی از دکوراسیون کریسمس گالری لافایت در پاریس. تأثیر اقتصادی کریسمس از مهم‌ترین عواملی است که به‌طور پیوسته در طول چند سده گذشته در بسیاری از مناطق جهان، باعث رشد اقتصادی بوده‌است.

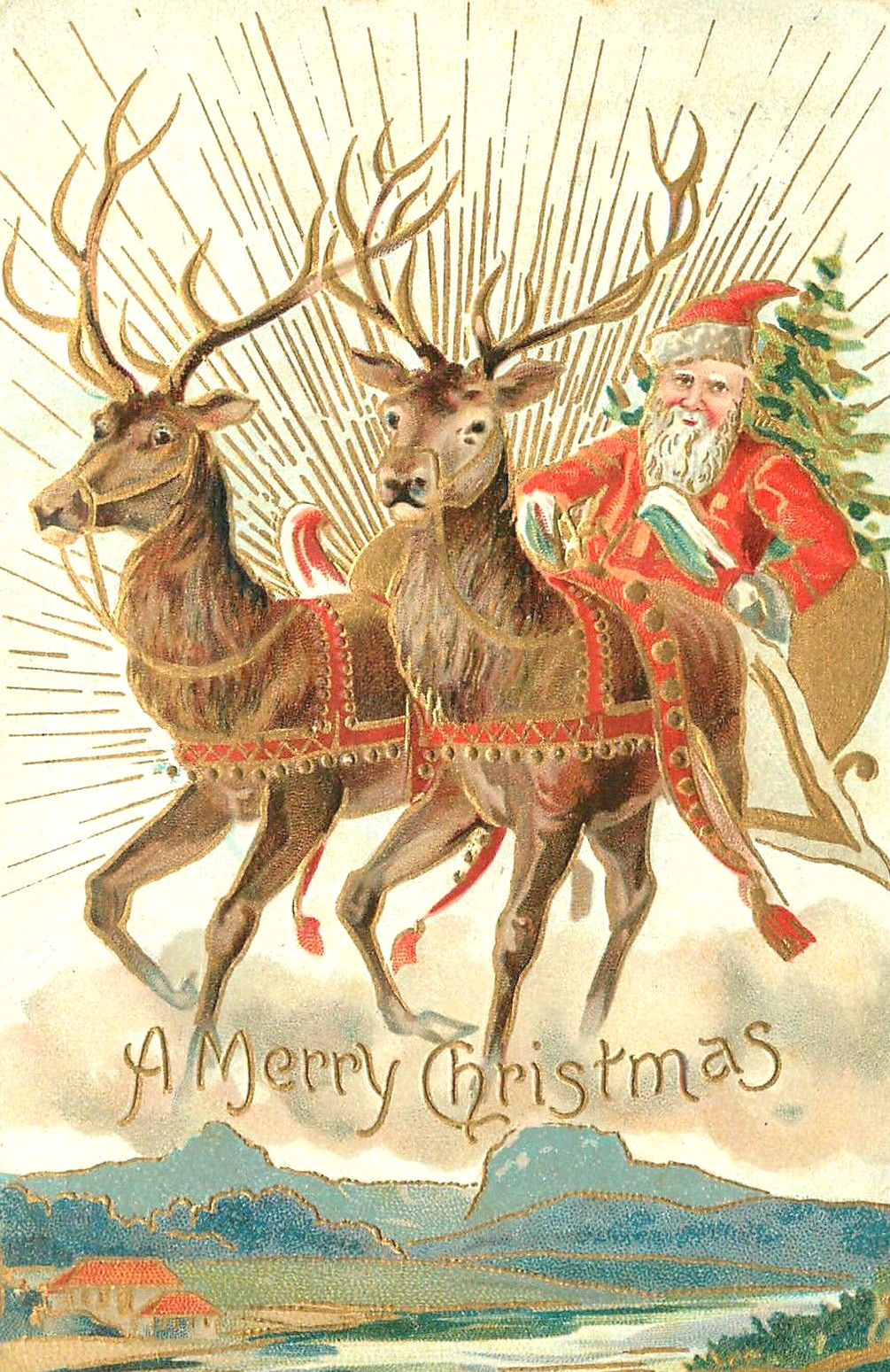
بابانوئل: کارت‌پُستال کریسمسی

شخصیتی که امروزه به شکل پیرمردی مهربان و چاق است و با لباس سرخ رنگ و ریشی سفید و بلند، هنگام کریسمس در میان برگزارکنندگان این جشن ظاهر می‌گردد به چندین اسم شناخته می‌شود که بابانوئل (Papa noel)، سانتا کلاوس (Santa claus) و سنت نیکولاس (Saint Nicolas) از معروفترین این اسامی‌اند.

### تاریخچه بابا نوئل
در سده چهارم میلادی، یکی از اسقف‌های آسیای صغیر (ترکیه امروز) به خاطر رفتار مهربانانه اش با کودکان شهرت یافت. این شخص که بعدها به سنت نیکولاس (نیکولاس قدیس) شهرت یافت، در نقاشی‌های قرون وسطی و عصر رنسانس به شکل مردی بلند بالا با چهره‌ای جدی و نجیبانه نشان داده شده‌است و تا حدود قرن شانزدهم، جشن مخصوص او در روز ششم دسامبر در سراسر اروپا برگزار می‌شد، اما از آن پس، این جشن، تنها به پروتستان‌های هلند منحصر گردید. مهاجران هلندی که به آمریکای شمالی کوچ کردند، این رسم را با خود به آن کشور بردند و در آنجا بود که نام او به سانتا کلاوس (به انگلیسی: Santa Claus) تغییر یافت.

## آیین‌های کریسمس
برگزاری کریسمس در کشورهای مختلف مسیحی بنا به سنت و رسم و رسوم آنان، تفاوت‌هایی نیز با یکدیگر دارد. اما مشترکات این مراسم این است که مسیحیان برای جشن گرفتن میلاد عیسی مسیح به کلیساها می‌روند، در منزل یک درخت کاج را تزیین و چراغانی می‌کنند و در خیابان‌ها و کوچه‌ها دسته‌دسته سرودهای پرستشی و شکرگزاری اجرا می‌نمایند.
همچنین در ایام کریسمس حراجی‌هایی برپا می‌شود و در روز باکسینگ در ۲۶ دسامبر، کارمندها از کارفرمای خویش هدیه دریافت می‌کنند.

## نگارخانه

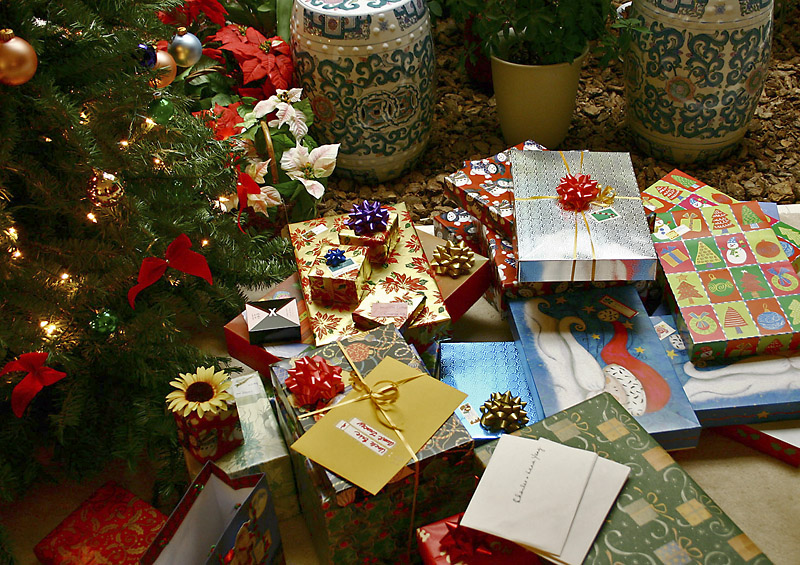
درخت و هدایای کریسمسی